# Tritón

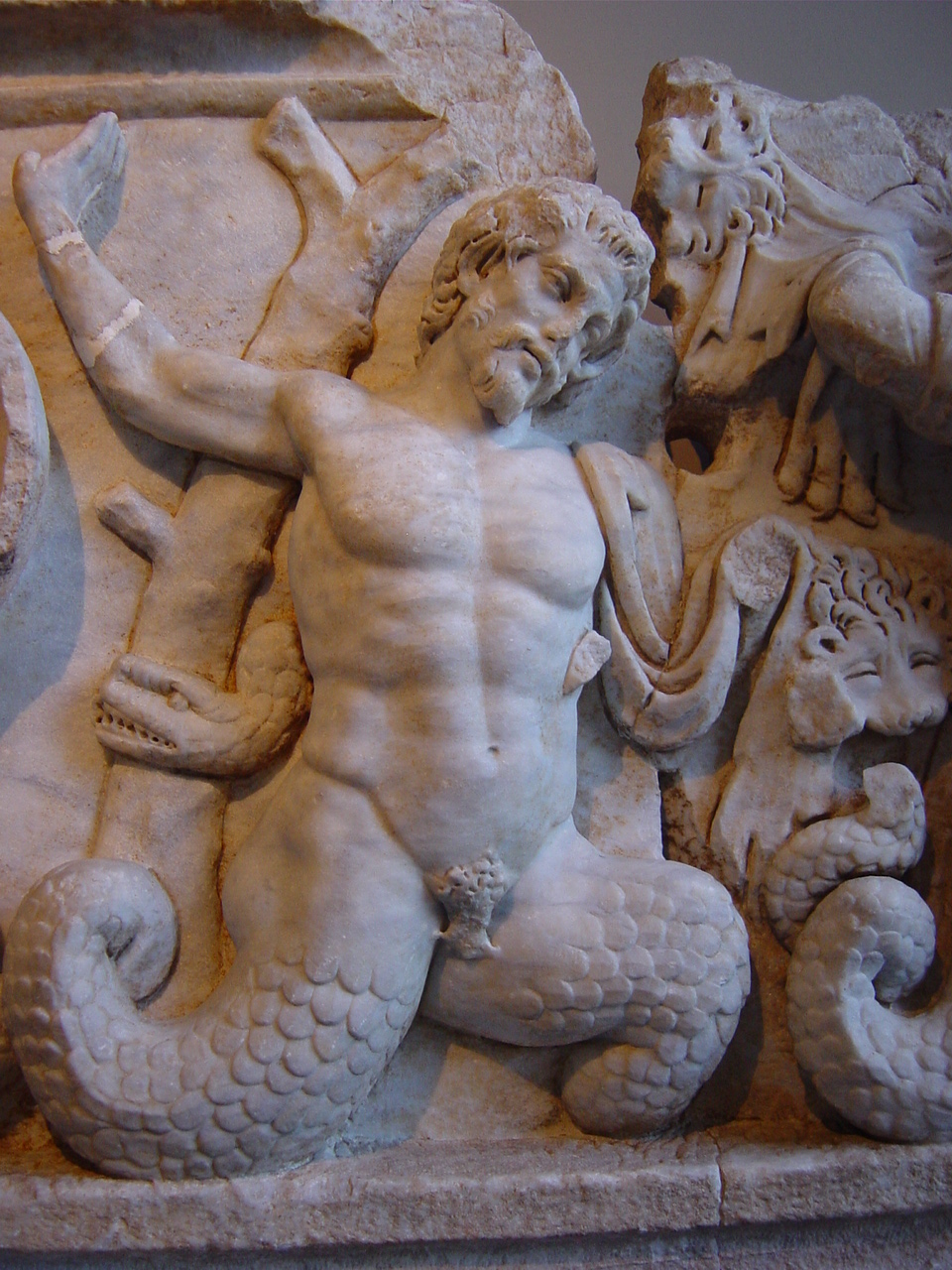
Tritón egy domborművön

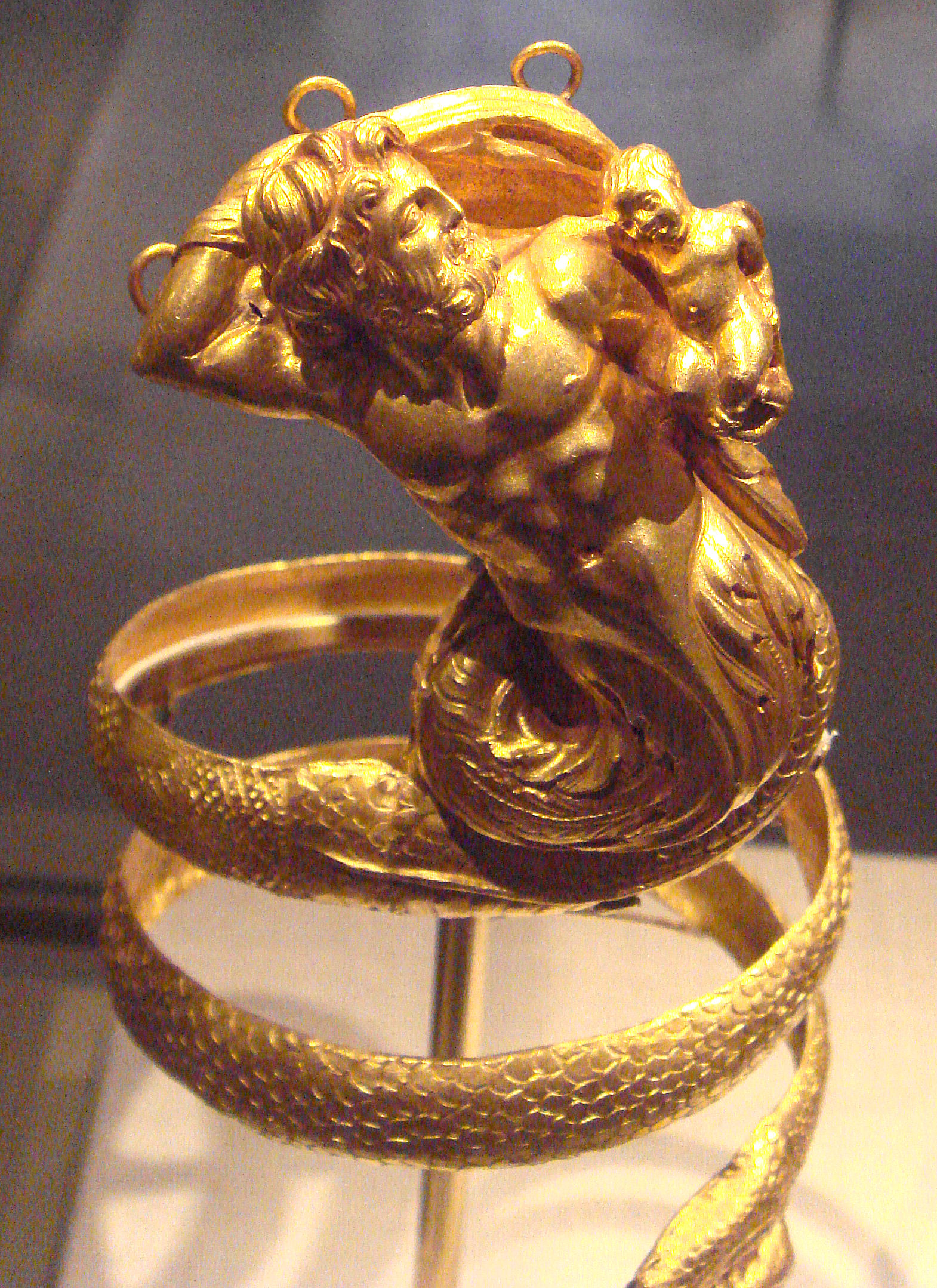
Tritón egy i. e. 200 körüli görög karperecen

Tritón (görög betűkkel Τρίτων) a görög mitológiában Poszeidón tengeristen és Amphitrité ókeanisz (vagy Prométheusz és Kelainó pleiasz) fia, félig ember, félig hal tengeri istenség. E jellemzőjében igen hasonló a Bérósszosz által leírt Óannészhez, akinek alakja azonban az akkád U'anadapa és a sumer U'an mítoszaiból származik, vagyis igen régi. Testvérei Bentheszikümé és Rhodé. Kagylókürtjébe fújva adja ki parancsait a vizeknek, ennek hatására a hullámok felcsaptak vagy lecsillapodtak.
Lányai a sellők, legismertebb közülük Pallasz, aki együtt nevelkedett Athénével. Segítette az argonautákat. Elpusztította Miszénoszt, aki azt állította, hogy jobb kürtös az isteneknél. Euphémosznak ajándékozott egy rögöt, amit az argonauták kalandjának végén a tengerbe hajított az Argóról, ebből keletkezett Théra szigete.